# 炭坑に於ける労働時間を制限する条約 (1931年)
炭坑に於ける労働時間を制限する条約（たんこうにおけるろうどうじかんをせいげんするじょうやく、英語: Convention Limiting Hours of Work in Coal Mines）は、国際労働機関の条約。1931年6月18日に採択されたが、発効せず2000年に撤回された。炭坑における労働時間を原則1日7時間45分に定める（第3条）などと規定した条約。1935年の同名の条約で改正されたが、それも発効せずに2000年に撤回された。
スペインが1932年に、アルゼンチンが1956年に批准したが、条約自体が発効しないまま撤回された。